# 제1회 부산국제영화제
제1회 부산국제영화제는 1996년 9월 13일부터 1996년 9월 21일까지 열린 영화제이다. 부산 해운대, 남포동에서 개최되었다.
대한민국 최초의 국제영화제로, 총 31개국 169편의 영화가 초청되었으며, 관련 영화인 초청인사도 27개국 224명에 달했다.

## 상세

### 기획
1996년 4월 16일 부산국제영화제조직위원회가 설립되면서 영화제의 조직이 본격적으로 시작되었다. 초대 위원장은 문정수 부산시장이 맡았으며, 5월 16일 부산국제영화제의 개최 계획을 처음 발표하였다.
초대 영화제에서는 "뉴 커런츠", "아시아 영화의 창", "코리안 파노라마" 등 현재까지도 이어지는 섹션들을 기획하였으며, 국제영화제로서는 드문 야외상영도 로카르노 영화제에서 설비를 대여해 진행하기로 했다. 같은 해 6월 6일에는 부산 요트경기장에 위치한 조직위원회 사무국에서 공식 출범을 알렸다.
제1회 부산국제영화제의 개최장소는 다음과 같았다.
- 수영만 야외상영장 - 개폐막식, 야외상영
- 남포동 극장가 - 일반상영
  - 부산극장
  - 부영극장
  - 국도극장
  - 아카데미극장

### 진행
제1회 영화제의 진행은 여러 면에서 문제를 빚었다. 집행위원회의 한 간부는 "진행은 낙제, 작품은 평균, 관객은 만점"이라는 평을 토로하기도 했다.
총 31개국 171편의 작품이 초청되었으나, 일부 작품의 상영이 불발되면서 최종적으로는 167편의 작품이 초청되었다. 이경영의 《귀천도》는 포스트프로덕션 단계가 늦어지면서 출품을 포기했다. 《홍시》와 《오늘 밤 아무도 돌아오지 않는다》, 단편영화 《먼 여행》은 필름이 도착하지 않아 상영이 취소되었다. 조엘 라망간의 《플로 콘템플라시온 이야기》는 제작자의 소재를 찾지 못해 상영이 취소되었으나, 뒤늦게 필름이 도착해 《홍시》의 예정시간에 상영되었으며, 단편영화 《생일기념일》은 2회차 상영만 정상적으로 진행되었다.
데이비드 크로넨버그의 《크래쉬》는 공연윤리위원회의 수입심의 보류 통보로 일반상영 예매가 중단되었다. 당시 영화법에서는 3개국 이상 참여, 3년 이상 개최된 국제영화제 상영작은 당해 심의를 면제하도록 규정하였기에, 이번이 초대였던 부산국제영화제에서는 공윤위의 서류심의를 거쳐야 하던 상황이었다. 이후 수입사인 대우 측에서 섹스 씬이나 동성애 관련 장면 등 10여분 분량을 삭제해 조직위에 전달, 9월 14일 오후 9시에 처음 상영되었으나, 무삭제 상영이라는 국제영화제의 원칙을 조직위 스스로로 포기했다는 비판이 제기됐다.
이밖에도 자막 관련 문제가 빚어져, 우웨이빈 하지사리의 《방화범》은 영어자막으로만, 자크 오디아르의 《위선적 영웅》, 세르게이 보드로프의 《코카서스의 죄수》, 마티유 카소비츠의 《증오》는 원어자막으로만 상영되었다. 이민용의 《개같은 날의 오후》는 영어자막 없이 우리말로만 상영되었다.

### 흥행
당초 입장권의 판매가 부진하여 우려를 낳았으나, 개막 전날부터 영화팬들과 부산시민들의 관심이 쏠리면서 영화제 개막 3일차에는 총 18만장 중 10만장이 팔려나간 것으로 집계되었다. 9월 20일에는 조직위측의 목표 관객수인 15만명을 돌파하였으며, 9월 21일 폐막일 기준 총 관람인원은 유료관객 17만 5천명, 전체 20만명, 관객 수입 5억원을 기록하면서, 관객의 열광적인 반응이 이번 영화제의 가장 큰 성과로 꼽혔다.
다만 아카데미극장에서 상영되는 단편영화 상영작은 관심이 상대적으로 적어 한산했으며, 기존 개봉작이나 비디오로 출시된 '한국영화 파노라마'와 '한국영화 회고전' 섹션 상영작도 관심이 저조했다.
1996년은 일본 대중문화 개방 이전이었기 때문에 일본 영화의 개봉이 금지되었다. 이런 상황에서 부산국제영화제는 다수의 일본영화를 초청하여 공식적인 상영 기회를 제공할 수 있었다. 《공각기동대》, 《침묵의 함대》, 《기억》 등 일본 애니메이션 작품은 사전에 매진되었으며, 《축하합니다, 애도합니다》, 《잠자는 남자》, 《물속의 8월》 등의 실사영화도 매진을 기록하였다.

## 수상

### 뉴 커런츠상
- 무산의 비구름 - 장밍 수상

### 선재상
- 기차의 도착 - 안드레이 슐레즈니아코프 수상

### 운파상
- 내 안에 우는 바람 - 전수일 수상

### 넷팩상 (아시아영화진흥기구상)
- 세 친구 - 임순례 수상